# 제주남방큰돌고래
제주남방큰돌고래는 제주도 연안에 생활의 터전을 잡은  돌고래로 국제보호종이다.

## 특징
2000년대에 이르러 남방큰돌고래는 큰돌고래와 유전적으로 구별되는 종으로 인정받았다.
남방큰돌고래는 연안지역에 정주하는 특성이 있으며, 연안생태계 피라미드의 최상위 해양생물로서, 이들의 건강상태와 개체수는 연안생태계의 건강 상태를 판단할 수 있는 중요한 척도로 여겨진다,
우리나라에는 제주도 연안에 평생을 정주하며 사는 제주남방큰돌고래가 서식하고 있다.
남방큰돌고래의 수명은 약40년으로 12개월 임신 기간 동안 한 마리의 새끼를 낳는다. 다 자란 몸길이는 약2.6m, 몸무게는 약220~230kg정도이며 등 쪽은 짙은 회색이고 배 쪽은 등 쪽보다 밝은 회색을 띠거나 흰색에 가깝다.

## 개체수
제주남방큰돌고래는 제주도 연안에 생활의 터전을 잡은  돌고래로 2008년에 고래연구소가 추정한 개체수는 124 마리에서 2012년에는 104마리로 줄어들었다.
전세계적으로 남방큰돌고래에 비해 제주남방큰돌고래는 개체수가 아주 취약한 희소군집으로 보호가 절실하다.

## 불법포획에서 자연방류로
동물보호연대와 해양수산부 등의 노력으로 2013년 6월 삼팔이를 시작으로 2015년 태산이와 복순이까지 성공적으로 방류되면서 제주 바다로 돌아간 돌고래는 모두 7마리로 늘었다.
그러나 안타깝게도 나머지 6마리는 끝내 자연의 품으로 돌아가지 못했다.
한편 2016년 3월 17일 제주도 해안에서 자연방류후의  태산, 복순이 등이 함께 생활하고 있는 모습이 확인되어 자연에 잘 적응하고 있는 것으로 알려졌다.

## 해안 연안 출현
제주도 해양수산연구원은 국제적인 보호종으로 국내에서는 제주도 연안에 희소 군집으로 서식하는 보호대상 해양생물인 남방큰돌고래의 출현 및 분포구조, 회유경로, 유영행동 등 생활사를 조사하기 위해 제주도 4개 권역을 제주대학교 고래연구팀과 공동으로 조사를 실시했다.
조사 결과 173차례의 조사에서 105번에 걸쳐 남방돌고래 무리가 발견됐고, 주요 출현 지역은 제주도 북동부의 구좌~성산 해역과 남서부의 대정~한경 해역이었으며, 지역별로는 김녕항을 비롯해 월정ㆍ하도ㆍ종달리 인근과 무릉ㆍ영락리 지역에 집중적으로 출현했다고 한다. 월별로는 8월이 84.6%, 7월과 9월 70%, 6월 66.7%, 10월 63.1%, 5월 50%, 4월 46.7%, 11월 45.4%, 3월 29.4% 등 순으로 출현율이 각각 다르게 나타난것으로 알려졌다.

## 공존
제주남방큰돌고래들의  제주도앞바다 전지역에서의 다양한 서식 분포가  제주도 신재생에너지의 일환인 풍력발전소에서 발생하는 저소음과 주요한 관련이 있다는 견해가 지배적이다. 제주도의 돌고래 보호단체인 핫핑크돌핀스(hotpinkdolphins.org)는 2000년대 초반에는 제주도 전지역에 걸쳐 해안 및 연안에 분포서식하는 것으로 알려졌으나2010년대부터 탐라해상풍력발전(주)가 건설하기 시작한 풍력발전기의 저주파 소음이 돌고래의 생물학적 초음파 생리현상에 생존 위협요소로 작용해 현재와 같은 돌고래 서식분포지를 제한하게 됐다는 비교 자료를 통해 심각한 해양 환경문제를 제기하고 있다. 이는 그린벨트(greenbelt)같은 성역으로 여겨져야하는 지역조차도 신재생에너지의 이름으로 훼손될수있다는 환경단체의 우려의 목소리로 인간과 에너지 그리고 자연환경 및 생태계의 공존이라는 딜레마의 기로에서 방황하는 현시대를 반영하는 시사점이라고 할 수 있다.

## 같이 보기
- 2013년 대한민국 남방큰돌고래 방사

## 참고자료
- 제주특별자치도 -제주해역 특산종 '남방큰돌고래' 기초생태 연구 , 해양수산연구원, 종보전 추진 연구로드맵 수립
- 한국수산과학지-2000년대 초반 제주도 남방큰돌고래(Tursiops aduncus)의 분포 양상 , 김현우*·손호선·안용락·박겸준·최영민 -국립수산과학원 고래연구센터[깨진 링크(과거 내용 찾기)]